# Глуховка (Ряжский район)
Глу́ховка — исчезнувшая деревня в Ряжском районе Рязанской области.

## География
Деревня располагалась на левом берегу реки Лупиловка, в 2,05 км к северо-западу от села Гремячка.

## Название
Глуховка - глухое место, в низине.

## История
Прежнее название – Лупиловка. По данным ревизии 1858 года, деревней Глуховка владела помещица Сазонова. Селение состояло в приходе Покровской церкви села Турово. На карте Рязанской области 1959 года отмечена нежилой. В атласе Рязанской области 2002 года местоположение деревни обозначено как урочище Глуховка.

## Население
| 1858 | 1887 | 1905 | 1959 |
| ---- | ---- | ---- | ---- |
| 83   | 137  | 116  | 0    |

По данным подворной переписи 1887 года, в деревне было:
- 22 двора, в которых проживало 137 человек (из них – 3 грамотных мужчин);
- 5 плодовых деревьев;
- 25 колод пчёл.

Деревенские дети грамоте не обучались. 12 семей имели местные заработки, 1 мужчина занимался отходничеством.